# Абшерон (Баку)
Професіональний футбольний клуб Абшерон або просто «Абшерон» (азерб. Abşeron) — колишній професіональний азербайджанський футбольний клуб з міста Баку.

## Історія
Клуб був створений в 2010 році під назвою «Абшерон». У сезоні 2010/11 років став переможцем Першого дивізіону і отримав право виступати в Прем'єр-Лізі. Однак через фінансові труднощі керівництво клубу у червні 2011 року офіційно повідомило АФФА про відмову від участі в «еліті» чемпіонату Азербайджану. Таким чином, місце «абшеронців» у Прем'єр-лізі зайняв «Сумгаїт Шахар».

## Досягнення
- Перший дивізіон чемпіонату Азербайджану
  -  Чемпіон (1): 2010/11

## Статистика

### Виступи в національних турнірах
| Сезон   | Див. | Міс. | Іг. | В  | Н | П | ЗМ | ПМ | О  | Національний кубок |
| ------- | ---- | ---- | --- | -- | - | - | -- | -- | -- | ------------------ |
| 2010/11 | 2-ий | 1    | 26  | 23 | 3 | 0 | 75 | 6  | 72 | 1/4 фіналу         |

### Роботи тренера
| Ім'я           | Період роботи | Іг | В  | Н | Н | % Перемог |
| -------------- | ------------- | -- | -- | - | - | --------- |
| Мірбагір Ісаєв | 2010–2011     | 30 | 24 | 5 | 1 | 80        |

## Рекорди
Команда «Абшерон», яка стала переможцем Першого дивізіону Азербайджану у сезоні 2010/11 років, побила відразу декілька рекордів за всю історію чемпіонатів Азербайджану, які проводяться починаючи з 1992 року:
- Рекорд за кількістю набраних очок — 72 (26 ігор), в процентному еквіваленті також встановлено рекорд у 92,3 %.
- Найбільше перемог — 23;
- Найменша кількість поразок — 0. Даний показник дорівнював показнику ФК «Гянджларбірлії» (Сумгаїт), встановленому у сезоні 2003/04 років. Однак сумгаїтський клуб провів всього 14 ігор, проти 26 ігор, які відіграли бакинці.